# Joan Sala (cap unionista)
Joan Sala (?? — Valencià, 1349) fou el darrer cabdill del moviment senyorial conegut com la Unió de València contra Pere el Cerimoniós i cap dels unionistes després de la mort de Dalmau de Cruïlles. Sala morí a València després de ser arrossegat i penjat.